# Memecylon albescens
Memecylon albescens är en tvåhjärtbladig växtart som beskrevs av Jacq.-fel.. Memecylon albescens ingår i släktet Memecylon och familjen Melastomataceae.
Artens utbredningsområde är Madagaskar. Inga underarter finns listade i Catalogue of Life.